# 1925年カルビン・クーリッジ大統領就任式
第30代アメリカ合衆国大統領のカルビン・クーリッジの2回目の就任式は、1925年3月4日水曜日にワシントンD.C.のアメリカ合衆国議会議事堂のイーストポルティコで行われた。これは35回目となる大統領就任式であり、大統領のカルビン・クーリッジの2期目と副大統領のチャールズ・G・ドーズの唯一の任期の始まりとなった。クーリッジの就任宣誓は1909年から1913年まで大統領を務めた最高裁判所長官のウィリアム・ハワード・タフトが執り行った。大統領経験者が宣誓挙行者を務め、またラジオで全国放送された就任式はこれが初めてであった。
ドーズの副大統領就任宣誓は上院仮議長のアルバート・B・カミンズによって執り行われた。当時、副大統領就任宣誓は議事堂の上院議場で行われ、就任演説を行った後に全員が外の壇上に向かい、そこで大統領就任宣誓が行われることになっていた。ドーズは上院の規則、年功序列、その他多くの上院の慣習を非難する30分に及ぶ激しい演説を行った。クーリッジの演説は翌日の報道でほとんど言及されなかった。